# Famiglia Temi
La famiglia di asteroidi Temi è una famiglia di asteroidi (più precisamente una famiglia Hirayama) della fascia principale del sistema solare caratterizzati da parametri orbitali simili; deve il suo nome all'oggetto principale che vi appartiene, l'asteroide Temi, appunto. Si tratta di una delle famiglie asteroidali più popolose conosciute.

## Caratteristiche orbitali
Gli asteroidi della famiglia di Temi orbitano nella porzione più esterna della fascia principale, fra le orbite di Marte e di Giove, ad una distanza media di 3,13 unità astronomiche dal Sole. La famiglia si compone di alcuni asteroidi di grosse dimensioni caratterizzati da parametri orbitali estremamente simili, e da numerosi corpi minori con caratteristiche meno omogenee.
Le caratteristiche generali della famiglia sono:
- Semiassi maggiori delle orbite compresi fra 3,080 e 3,240 UA;
- Eccentricità orbitali comprese fra 0,090 e 0,220;
- Inclinazioni orbitali inferiori a 3°.

Gli asteroidi della famiglia sono di classe spettrale C; si tratta cioè di corpi simili, per composizione, a condriti carbonacee.

## Prospetto
Segue un prospetto dei principali oggetti appartenenti alla famiglia; oltre 4 700 asteroidi conosciuti sono classificati come asteroidi Temi, rendendola una delle famiglie più grandi.
| Nome | Nome     | Diametro medio | Semiasse maggiore | Inclinazione orbitale | Eccentricità | Scoperta |
| ---- | -------- | -------------- | ----------------- | --------------------- | ------------ | -------- |
| 24   | Temi     | 228 km         | 3,130 UA          | 0,760°                | 0,132        | 1853     |
| 62   | Erato    | 95,4 km        | 3,121 UA          | 2,22°                 | 0,179        | 1860     |
| 90   | Antiope  | 110,0 km       | 3,156 UA          | 2,220°                | 0,156        | 1866     |
| 104  | Climene  | 123,7 km       | 3,155 UA          | 2,798°                | 0,150        | 1868     |
| 171  | Ofelia   | 116,7 km       | 3,134 UA          | 2,545°                | 0,128        | 1877     |
| 468  | Lina     | 69,3 km        | 3,133 UA          | 0,440°                | 0,198        | 1901     |
| 526  | Jena     | ?              | 3,117 UA          | 2,172°                | 0,139        | 1904     |
| 846  | Lipperta | ?              | 3,121 UA          | 0,266°                | 0,187        | 1916     |